# Гладкая морская змея
Гладкая морская змея (лат. Aipysurus laevis) — вид змей семейства аспидов.
Вид распространён на коралловых рифах в тропических регионах на востоке Индийского и на западе Тихого океанов.
Змея длиной до 2 м. Тело сверху покрыто коричнево-фиолетовой чешуёй, а нижняя часть покрыта белой чешуёй. Голова оливкового цвета. Плавает с помощью веслообразного хвоста.
Змея живёт среди коралловых рифов и в неглубоких бухтах. Питается ракообразными, рыбой и икрой рыб. Змея использует яд чтобы обездвижить свою жертву. Яд помогает также переварить добычу.
Самцы достигают половой зрелости в возрасте трёх лет, тогда как самки начинают размножение в возрасте 4—5 лет. Обычно за одной самкой ухаживают несколько самцов. Спаривание происходит в открытой воде. Оплодотворение внутреннее. Беременность длится около девяти месяцев. Самки рожают до пяти детёнышей. Изредка в помёте может быть сразу десять или одиннадцать детёнышей. Максимальная продолжительность жизни змеи составляет около пятнадцати лет.